# Draghammare

Diagram över användningen av en draghammare

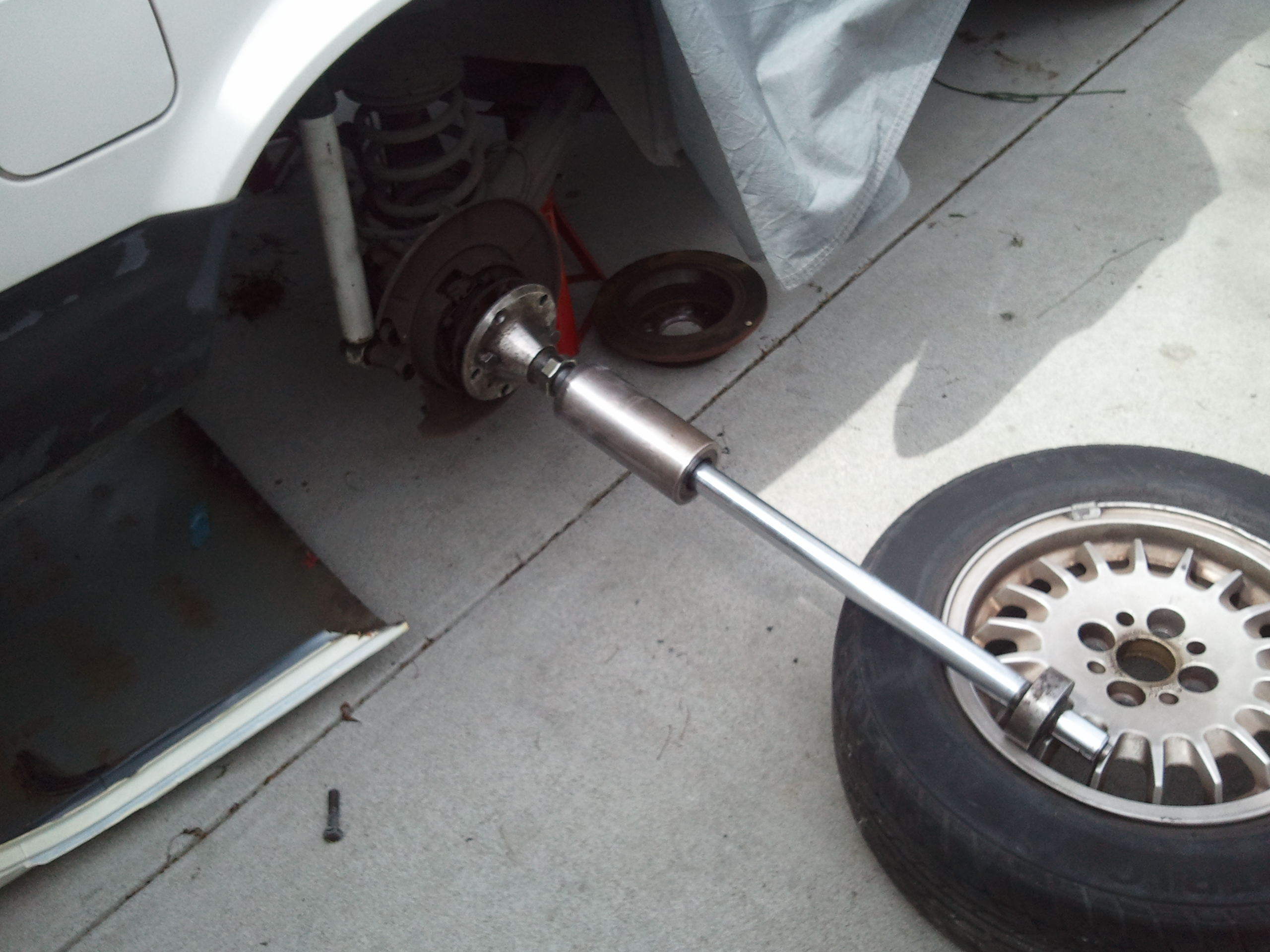
En draghammare fastsatt på insidan av ett bakhjulslager

En draghammare är ett verktyg som man fäster vid ett föremål som behöver dras isär och som vidarebefordrar en stötkraft till det fastsatta föremålet utan att träffa det. 
Draghammaren består vanligtvis av en lång metallaxel med en fästanordning i ena änden, en tung vikt som kan glida längs axeln och ett stopp i andra änden som vikten stöts emot.  Viktens tröghetsmoment överförs således till axeln som rycks i den riktning som vikten rört sig. 
Draghammaren fästs på föremålet med hjälp av en skruv, en krok e.dyl.
Ett vanligt tillämpningsområde är att dra ut bucklor vid bilreparationer, ta bort lager eller andra delar, och när man behöver slå något som inte går att komma åt med en vanlig hammare. 